# Leia fulva
Leia fulva är en tvåvingeart som först beskrevs av Walker 1856.  Leia fulva ingår i släktet Leia och familjen svampmyggor. Inga underarter finns listade i Catalogue of Life.